# Storia di York

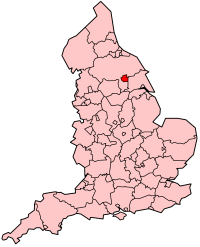
York e l'Inghilterra

La storia di York come città ha inizio nel primo millennio a.C. anche se le evidenze archeologiche di presenza di popolazione nella regione di York sono datate addirittura tra l'8000 ed il 7000 a.C. York era già una città in epoca romana col nome di Eboracum; dopo il 400, gli anglosassoni presero l'intera area e ne adattarono il nome adattandolo alla propria lingua ed alla mitologia mutandolo in Eoforwic o Eoforic, che significa "città del cinghiale selvaggio". I vichinghi, i quali a loro volta adattarono il nome alla lingua norica in Jórvík che significa "baia del cavallo". Il nome nelle lingue celtiche moderne è Efrog nel gallese, Eabhrac nell'irlandese e Eabhraig nel gaelico scozzese.
Dopo l'insediamento degli anglosassoni, York divenne la prima capitale del regno di Deira e poi di quello di Northumbria, e dall'inizio del VII secolo, divenne un importante centro per i re locali. A seguito della Conquista normanna del 1066, York rimase sostanzialmente danneggiata, ma divenne dopo poco tempo un importante centro urbano ed amministrativo nella contea dello Yorkshire. York prosperò durante l'epoca medievale; gli anni compresi tra la fine del XIV secolo e l'inizio del XV secolo furono caratterizzati da una particolare prosperità. Durante la Guerra civile inglese, la città divenne una fortezza dei realisti e venne assediata e poi catturata dalle forze parlamentari al comando di Lord Fairfax nel 1644. Dopo la guerra, York lentamente riprese la propria posizione preminente a nord e, dal 1660, divenne la terza città per grandezza in Inghilterra dopo Londra e Norwich.
La moderna città di York ha 34 aree tutelate, 2084 costruzioni storiche tutelate e 22 monumenti ascritti. Ogni anno, centinaia di turisti si recano in città per vedere le molte tracce dell'epoca medievale che ancora conserva, oltre ai resti romani e vichinghi ed alcuni esempi di architettura georgiana.

## Insediamento preistorico
I ritrovamenti archeologici hanno suggerito la presenza di una popolazione insediata nell'area di York già dall'epoca del mesolitico tra l'8000 ed il 7000 a.C., sebbene tali insediamenti non risultino stabili ma temporanei. Durante il periodo neolitico sono state trovate delle asce in pietra lavorata che indicano la presenza di popolazione nell'area dell'attuale città, in particolare nell'area a sud verso il fiume Ouse, nell'area presso l'attuale ponte di Scarborough. Tracce di popolazione si sono ritrovate anche nell'età del bronzo con piccoli attrezzi ed armi ritrovati presso Holgate Beck tra la ferrovia ed il fiume Ouse, oltre a sepolture ed oggetti in bronzo su entrambe le rive del fiume Ouse ed una imbarcazione ascrivibile alla cultura del vaso campaniforme ritrovata a Bootham. Nell'età del ferro le sepolture sono state rinvenute sempre presso l'Ouse dove pure sono state trovate diverse asce neolitiche. Altri ritrovamenti si sono rilevati all'interno della stessa città di York come pure a chilometri di distanza verso Naburn.

## L'epoca romana

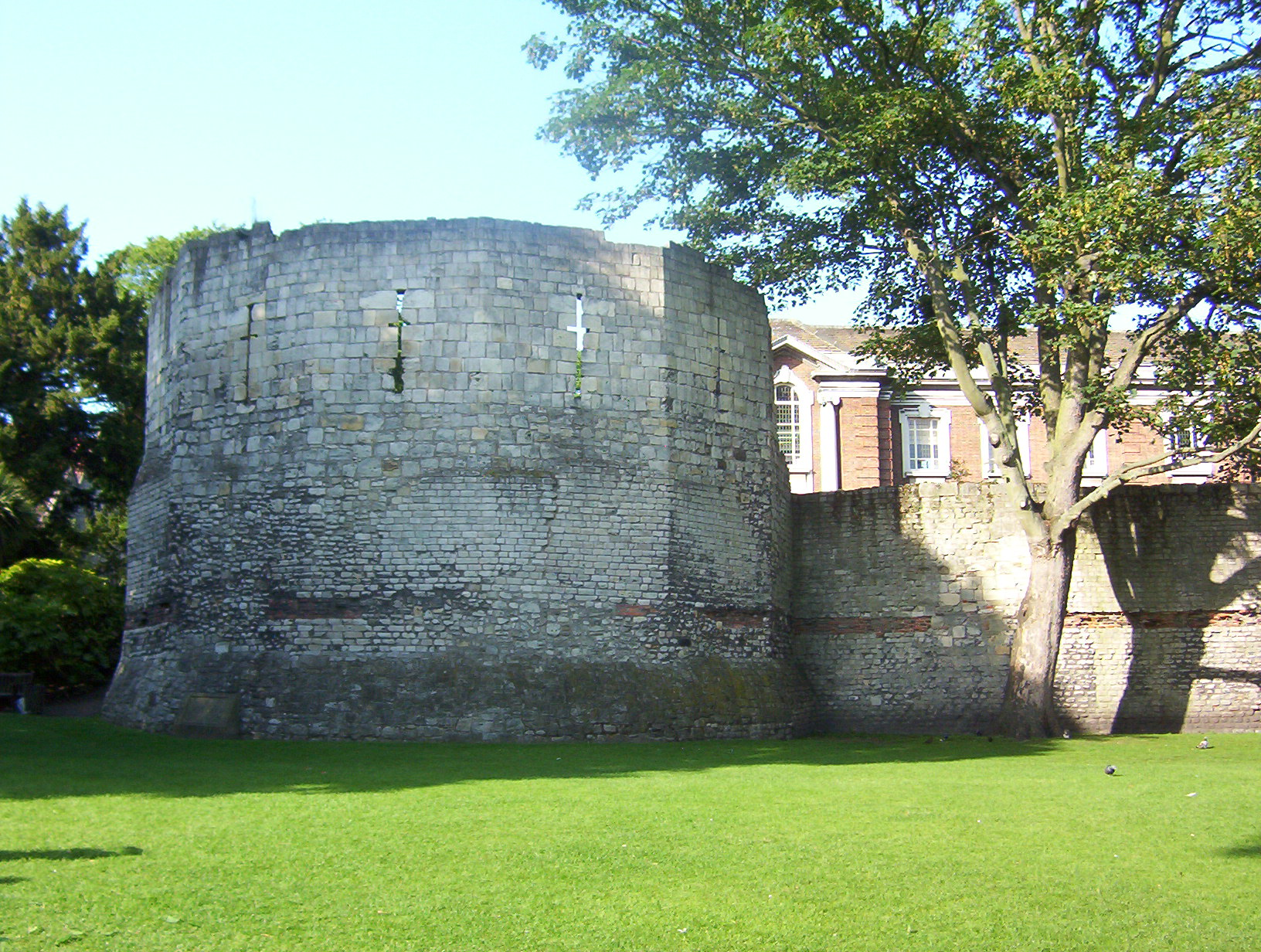
Mura romane a York, con aggiunte medievali

I romani chiamavano le tribù che vivevano in quest'area col nome di Briganti e Parisi. York si trovava probabilmente al confine tra le aree di queste due tribù. Nel corso della conquista romana della Britannia, i Briganti divennero uno stato cliente dei romani, ma, quando la loro guida cambiò divenendo maggiormente ostile a Roma, il generale romano Quinto Petillio Ceriale condusse la Nona legione a nord dell'Humber.
York venne fondata ufficialmente nel 71 d.C. quando Ceriale e la Nona legione costruirono in loco una fortezza militare (castrum) su un terreno piano nei pressi del fiume Ouse presso la sua congiunzione col fiume Foss. La fortezza venne poi ricostruita in pietra, coprendo un'area di oltre 200.000 metri quadrati, ospitando sino a 6000 soldati al suo interno. La più antica testimonianza di Eburacum è in una tavoletta da stilo in legno ritrovata nella fortezza romana di Vindolanda datata al 95–104 d.C. circa. Gran parte dei resti della fortezza si trovano ancora oggi sotto le fondamenta della York Minster, ed una serie di scavi archeologici hanno portato alla luce le mura originarie della struttura.
Tra il 109 ed il 122, la guarnigione della Nona regione venne rimpiazzata dalla Sesta legione. Non vi sono tracce documentate della Nona legione dopo il 117 e varie teorie sono state proposte a tal proposito circa la ragione di questo cambio. La Sesta legione rimase a York sino alla fine dell'occupazione romana nel 400 circa. Gli imperatori Adriano, Settimio Severo e Costanzo I tutti tennero corte a York durante le loro varie campagne in Britannia. Durante la sua permanenza, l'imperatore Settimio Severo proclamò York capitale della provincia della Britannia Inferior, garantendo così a York il privilegio di colonia o città romana. Costanzo I morì durante la sua permanenza a York, e suo figlio Costantino il Grande venne proclamato imperatore dalle sue truppe di base nella fortezza.
Economicamente la presenza di militari era importante per lo sviluppo di una serie di laboratori per far fronte alle esigenze dei 5000 uomini qui alloggiati. La produzione comprendeva vasi; opere in vetro o metallo, pelli per l'equipaggiamento, ecc. Nuove opportunità di commercio pervennero alla popolazione locale con la creazione di un insediamento civile permanente a sud-ovest del fiume Ouse, proprio di fronte alla fortezza. York si autogovernava con un consiglio locale che includeva una protoaristocrazia locale, mercanti e soldati veterani.
Centro religioso, a York sono stati ritrovati altari dedicati a Marte, Ercole, Giove ed alla dea Fortuna, oltre ad amuleti fallici come segni di buon auspicio. In termini di popolarità, ad ogni modo, il genio di York era il più sentito assieme alla divinità della terra, oltre alla presenza di un numero locale di divinità probabilmente preesistenti alla conquista romana. A York esisteva pure una piccola comunità cristiana anche se nulla si sa della sua prima storia in quanto non sono stati fatti dei ritrovamenti archeologici consistenti. La prima citazione di questa comunità risale alla presenza del vescovo Eborio di Eboracum al Concilio di Arles (314), e dei vescovi che presero parte al Primo concilio di Nicea del 325, al Concilio di Sardica, ed al Concilio di Ariminum.
Dal 400 le sorti di York mutarono in peggio. La città conobbe un periodo di inondazioni invernali dai fiumi Ouse e Foss che ricoprirono buona parte dell'area di fango e persino il ponte romano che connetteva la città alla fortezza si deteriorò notevolmente. Da quel momento probabilmente Eboracum non fu più un centro residenziale, ma rimase un centro amministrativo per l'autorità britannica. Mentre la colonia rimase sotto i livelli dell'inondazione, il resto della città venne perlopiù abbandonato e vi rimase solo un ristretto numero di abitanti.

## Prima età medievale

### Il regno diEbrauc
Poche sono le testimonianze ascrivibili alla storia di York dopo la ritirata dei romani dalla Britannia nel 410. Vi furono comunque continui insediamenti nell'area ancora nel V secolo, e case private romane, in particolare ville suburbane che rimasero occupate anche dopo la ritirata dei romani.
Alcuni studiosi hanno suggerito che York rimase comunque un significativo centro di governo regionale anche per i Bretoni. Molti manoscritti della Historia Brittonum, compilata nell'830 circa, contengono una lista di 28 o 33 "civitates", nome col quale originariamente si indicavano i centri tribali britannici sotto il governo romano. Tra questi insediamenti spiccava quello di Cair Ebrauc. Il testo indica poi che Ida fu il primo re del regno anglo di Bernicia che governò anche su Cair Ebrauc. Questo era il nome quindi che prese l'antica Eburacum romana.
Secondo Christopher Allen Snyder questa sarebbe la prova del fatto che Eboracum continuò le sue funzioni anche dopo la caduta dei romani ma come avamposto militare e sede di un regno minore basato sull'antico territorio dei Briganti. Lo studioso Peter Field ha suggerito che la "Città delle Legioni" (urbs legionum) menzionata da Gildas nel suo De Excidio et Conquestu Britanniae del VI secolo sia da riferirsi a York, piuttosto che a Caerleon. Inoltre, un Peredur figlio di Efrawg indicato come eroe della letteratura gallese del XII-XIII secolo trarrebbe il nome di suo padre dalle parole "Efrawg" o "Efrog", nome derivato da Ebrauc, suggerendo pertanto una certa continuità con la tradizione latina della città. Ad ogni modo, Snyder cita lo storico ed archeologo Nick Higham nel precisare che gli insediamenti erano entrati talmente in declino alla fine del periodo romano che la città non fu certamente un centro di grande cultura dopo i romani.

### L'anglosassoneEoforwic

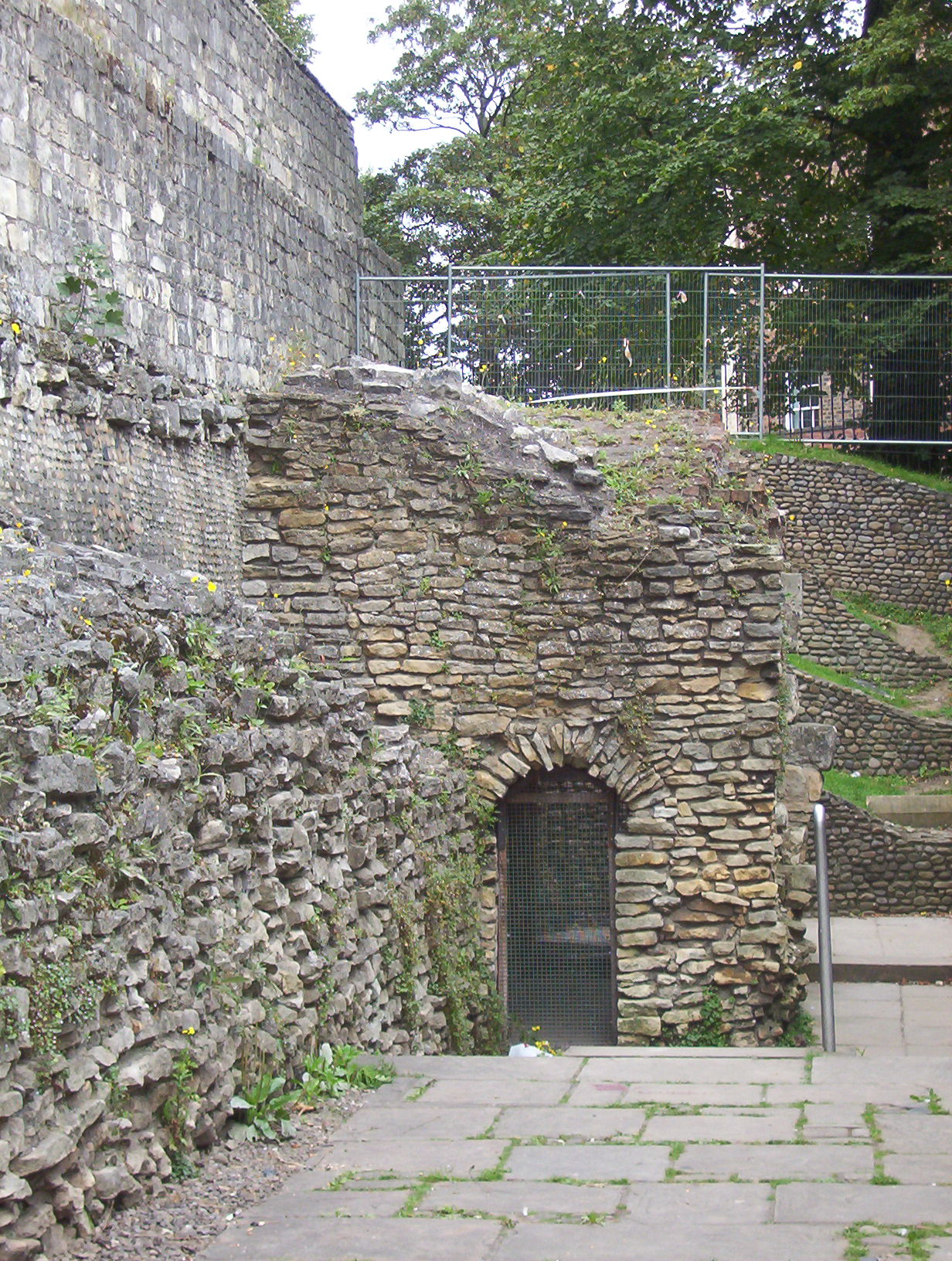
La torre anglia

Gli angli si insediarono nell'area nel V secolo. Di questo periodo si sono ritrovati dei cimiteri di cultura anglica con cimiteri a cremazione risalenti al VI secolo; Il destino della fortezza di York dopo il 400 ad ogni modo rimane incerto sino ad oggi, ma sicuramente essa fu una base del potere romano-britannico in opposizione agli angli. Nel VII secolo, Edwin di Northumbria, reclamò l'area e York divenne la prima capitale del Regno di Deira e quindi del regno unito di Deira e Bernicia, noto poi col nome di Northumbria.
Dal VII secolo, York divenne un importante centro regio per i re della Northumbria, dove Paolino di York (poi San Paolino) fece costruire la prima chiesa in legno, precursore dell'attuale York Minster, e fu qui che re Edwin di Northumbria venne battezzato nell'anno 627. Il primo luogo di culto in pietra si ha ragione di credere che venne creato proprio nel 627 anche se la sua collocazione è ancora oggi materia di disputa.
Nel succedersi dei secoli, York rimase un importante centro reale ed ecclesiastico, sede vescovile e poi, dal 735, arcivescovile. Poco si sa della York anglica in quanto solo pochi documenti a tal proposito sono giunti sino a noi. Si sa che vennero portate avanti una serie di costruzioni e ricostruzioni della chiesa principale sino alla creazione di una grande chiesa di trenta altari dedicata allo Spirito Santo.
York divenne uno dei centri principali del governo northumbriano, con la fondazione di una biblioteca e di una scuola ecclesiastica abbinata alla cattedrale. Alcuino, poi consigliere di Carlomagno, fu dapprima allievo e poi insegnante in questa scuola.
Poco ad ogni modo è rimasto di questo centro in termini di ritrovamenti archeologici. Le escavazioni delle mura della fortezza romana hanno mostrato come molte di queste siano sopravvissute più o meno intatte anche durante il periodo anglico oltre alla Anglian Tower, una piccola torre quadrata che quasi certamente era di epoca precedente ma che venne pesantemente restaurata dagli angli. Sopravvissero a quest'epoca anche i tracciati stradali romani. La sala principale del quartier generale romano era ancora in uso nel IX secolo.
Dall'VIII secolo York divenne un centro commerciale particolarmente attivo con collegamenti nel resto dell'Inghilterra, della Francia settentrionale, dei Paesi Bassi e della Renania. Gli scavi condotti alla congiunzione tra il fiume Ouse ed il Fosse a Fishergate hanno portato alla luce delle costruzioni risalenti al VII-IX secolo. Queste erano poste lontane dal centro romano della città e probabilmente costituivano il nucleo di un centro commerciale abbinato alla città ma posto più vicino alle vie di collegamento. Queste ed altre evidenze archeologiche hanno chiaramente evidenziato come la città in quegli anni si stesse proiettando a svilupparsi verso il fiume.

### La vichingaJórvík

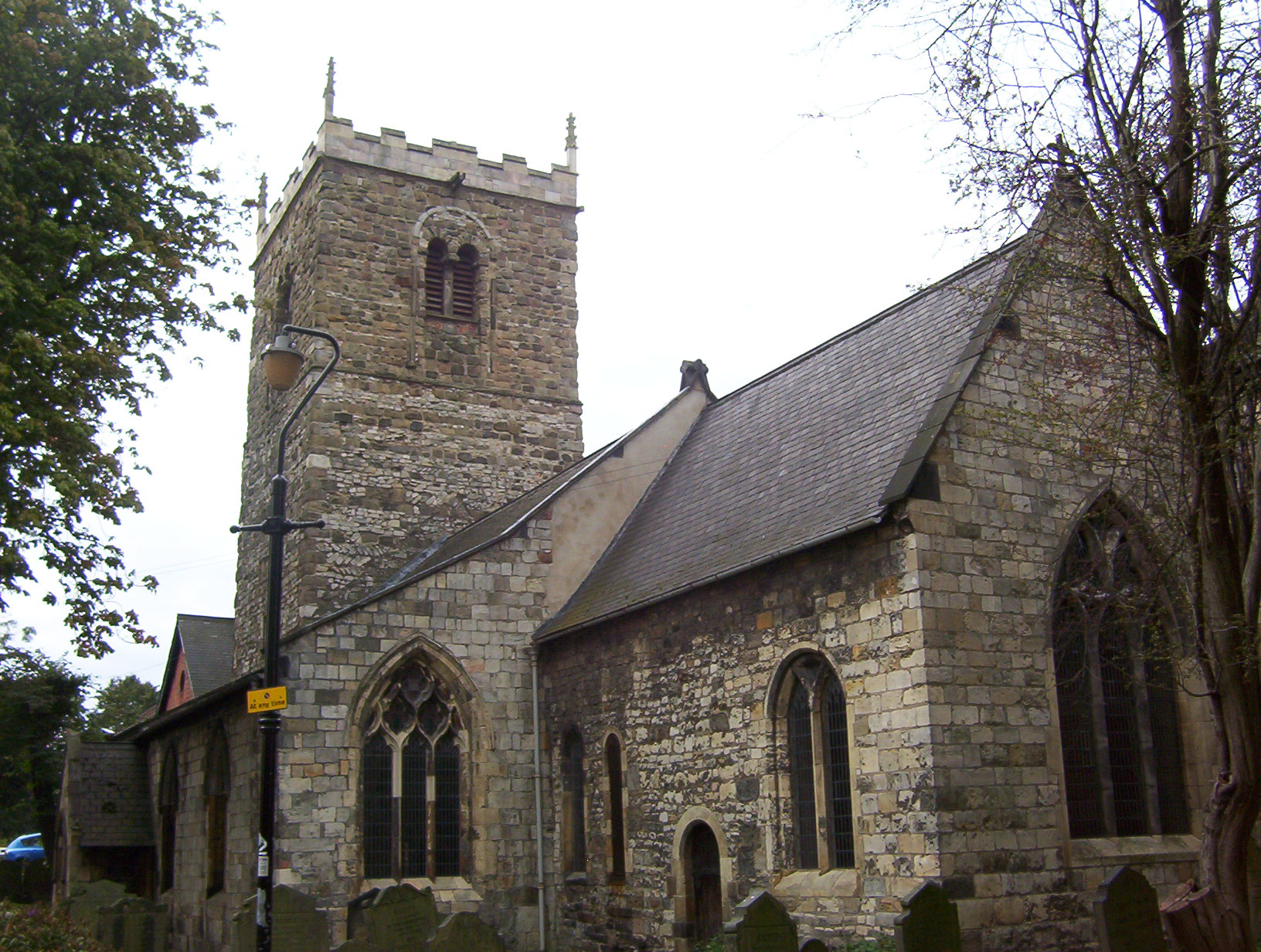
La chiesa di St Mary

Una mappa delle strade intraprese per la grande invasione vichinga dell'Inghilterra tra l'865 e l'878

Nel novembre dell'866, un'importante armata vichinga danese, chiamata la "Grande armata danese", catturò la città di York, senza trovare particolari difficoltà per i conflitti interni al regno di Northumbria. L'anno successivo i northumbriani cercarono di riprendere la città, ma invano; l'esercito abbandonò la città in quello stesso anno ponendovi a capo un re-fantoccio. L'esercito fece ritorno in città nell'875 ed il suo capo Halfdan prese personalmente il controllo di York.
Da York, i re vichinghi controllavano l'intera area nota storicamente come "Regno di Jorvik", con molti immigrati danesi che presero ad insediarsi nell'area. Il nome della città di York in norico era Konungsgurtha, "corte del re", come ricordato nel relazione del XIV secolo relativa all'area immediatamente esterna al sito della porta principalis sinistra, ovvero il portale ovest dell'accampamento romano, nome ancora oggi presente nella King's Square, che potrebbe indicare il luogo del palazzo reale vichingo sui resti della porta della fortezza romana. Nel 954 l'ultimo re vichingo, Erik I di Norvegia, venne espulso ed il regno venne incorporato nello stato anglosassone.
Un rinomato studioso di quest'epoca fu Wulfstan II, arcivescovo di York.
Molte chiese vennero costruite a York durante l'epoca vichinga tra cui la chiesa di St. Olave prima del 1055 su Marygate che era dedicata a Sant'Olav di Norvegia come pure la chiesa di St Mary Bishophill Junior che risale al X secolo, con la torre sopralzata nell'XI secolo.

## L'epoca medievale

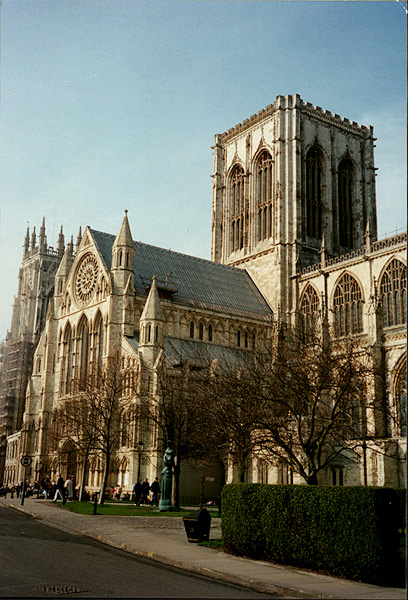
York Minster

Dopo la Conquista normanna del 1066, York venne sostanzialmente danneggiata durante la devastazione dell'Inghilterra settentrionale del 1069, lanciata da Guglielmo il Conquistatore in risposta alle rivolte regionali. Due castelli vennero eretti in città, ciascuno su una sponda del fiume Ouse. All'epoca York divenne un importante centro urbano ed amministrativo nella contea dello Yorkshire, come sede di un arcivescovo, e successivamente nel XIII-XIV come sede alternativa del governo regio inglese. Essa era un importante centro commerciale. Molte case religiose trovarono qui sede dopo la Conquista, tra cui l'Abbazia di St Mary ed il Priorato della Santa Trinità. La città era possedimento della Corona inglese e divenne sede anche di una grande comunità ebraica sottoposta alla protezione del locale sceriffo.
Il 16 marzo 1190 una rivolta popolare costrinse gli ebrei di York a cercare rifugio nella Clifford's Tower, sotto la protezione dello sceriffo. Il castello venne invece messo a fuoco dai rivoltosi e gli ebrei al suo interno finirono massacrati. Tale evento non fu casuale in quanto molti dei magnati locali erano debitori nei confronti di questi ebrei, fatto che aiutò lo svolgimento di questo massacro e che non fece nulla per bloccarlo sul nascere. La comunità ebraica di York si riprese dopo il massacro e riuscì a rimanere in città sino all'espulsione degli ebrei dall'Inghilterra nel 1290.

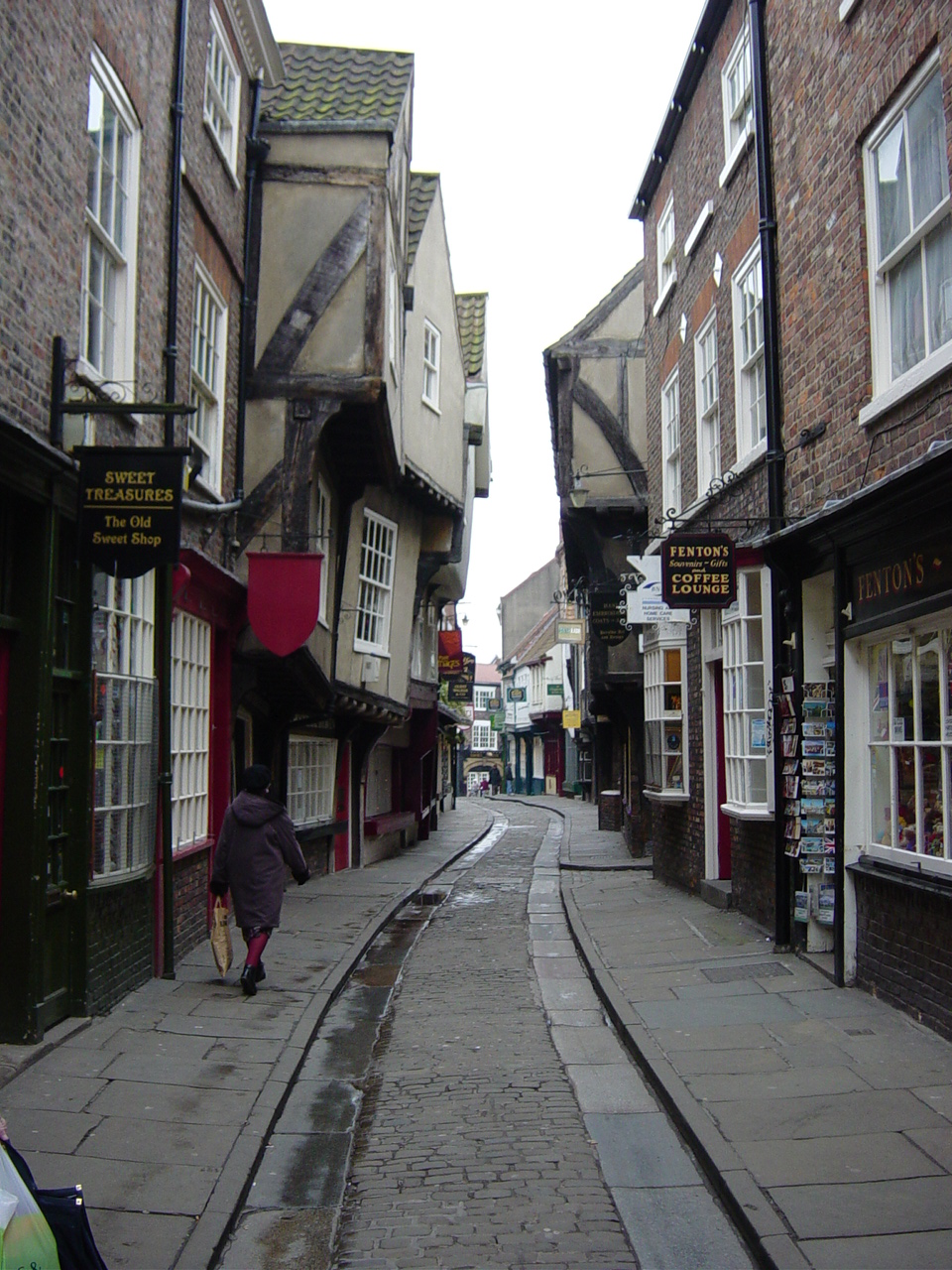
"The Shambles", una strada medievale a York

York prosperò particolarmente durante il tardo medioevo e questo si rifletté sulle costruzioni in città. Venti chiese parrocchiali vennero costruite e quasi tutte sopravvivono ad oggi interamente o in parte, di cui oggi solo otto sono utilizzate regolarmente per il servizio religioso. Le mura della città, con le entrate monumentali, accerchiavano la città medievale che ancora oggi sopravvive in buona parte.
Tra gli ultimi anni del XIV secolo ed i primi del XV secolo furono caratterizzati da una particolare prosperità della città di York. Fu in questo periodo che si svilupparono i York Mystery Plays, un ciclo di rappresentazioni regolari associate alla festa del Corpus Domini e messe in opera dalle gilde della città. Tra i personaggi più importanti di questo periodo citiamo Nicholas Blackburn senior, Lord Mayor nel 1412 e noto mercante. Egli è rappresentato con la moglie Margaret in una vetrata est della All Saints' Church a North Street. Vi fu una leggera contrazione dell'importanza regionale di York sul finire del XV secolo. La costruzione della nuova Guildhall della città attorno alla metà del secolo fu l'ultimo grande esempio di costruzione medievale in città. Ceramiche di tipo Brandsby e Humber furono popolari in città all'epoca.
Datata alla tarda età medievale ed ora popolare attrazione turistica della città è anche Shambles, una strada con negozi e case a graticcio occupate un tempo da macellai. Ancora oggi infatti i negozi sottostanti conservano degli scaffali e degli uncini dove la carne veniva esposta al pubblico per essere comprata. Ai piani superiori si trovano solitamente dei negozi di souvenir.

## La prima età moderna
Dopo il completamento della cattedrale cittadina nel 1472, venne realizzato il King's Manor (che dal 1537 al 1641 ospitò il Council of the North) e venne ricostruita la chiesa di St. Michael le Belfrey, dove Guy Fawkes venne battezzato nel 1570.
Durante la dissoluzione dei monasteri, tutte le istituzioni monastiche cristiane nella città vennero chiuse tra cui il St. Leonards Hospital e nel 1539 l'Abbazia di St. Mary. Nel 1547, quindici parrocchie vennero chiuse, riducendo il loro numero da quaranta a venticinque, a riflettere proprio il declino della popolazione della città. Malgrado la Riforma inglese avesse reso illegale la pratica del cattolicesimo romano, una comunità cristiana rimase fiorente a York sebbene continuasse ad operare in segreto. Tra i suoi membri si ricordano Santa Margaret Clitherow che venne giustiziata nel 1586 per aver dato ospitalità ad un sacerdote cattolico nella propria abitazione di York e Guy Fawkes che tentò di far esplodere il palazzo del Parlamento nel 1605.
Dopo la sua rottura col parlamento, Carlo I stabilì la sua corte a York nel 1642 e qui rimase per sei mesi. Successivamente, nel corso della Guerra civile inglese, la città fu una delle fortezze dei realisti ad essere assediate e poi catturate dalle forze parlamentari al comando di Lord Fairfax nel 1644. Dopo la guerra, York lentamente riprese il proprio ruolo preminente a nord e nel 1660 era la terza città inglese per grandezza dopo Londra e Norwich.
Nel 1686 venne qui fondato il Bar Convent, malgrado le leggi anti cattoliche, il che lo rende ancora oggi la più antica istituzione conventuale post-riforma dell'Inghilterra.
Il 22 marzo 1739 il criminale Dick Turpin venne accusato dalla corte di York di furto di cavalli e venne per questo impiccato a Knavesmire il 7 aprile di quello stesso anno. Turpin è sepolto ancora oggi nella chiesa di St George, dove la sua tomba riporta il suo alias, John Palmer.
Nel 1740, la città ospitò il primo ospedale di concezione moderna, lo York County Hospital, aperto a Monkgate e poi spostato nel 1745 in un luogo più ampio. La costruzione venne finanziata con una raccolta pubblica di fondi presso i cittadini e venne espansa sul medesimo sito nel 1851, ed infine chiusa nel 1976 quando fu aperto il nuovo York District Hospital.

## L'epoca moderna
| Anno | Popolazione | ±%    |
| ---- | ----------- | ----- |
| 1801 | 24.080      | -     |
| 1811 | 27.486      | +14.1 |
| 1821 | 30,913      | +12.5 |
| 1831 | 36.340      | +17.6 |
| 1841 | 40.337      | +11.0 |
| 1851 | 49.899      | +23.7 |
| 1861 | 58.632      | +17.5 |
| 1871 | 67.364      | +14.9 |
| 1881 | 76.097      | +13.0 |
| 1891 | 81.802      | +7.5  |
| 1901 | 90.665      | +10.8 |
| 1911 | 100.487     | +10.8 |
| 1921 | 106.278     | +5.8  |
| 1931 | 112.404     | +5.8  |
| 1941 | 123.227     | +9.6  |
| 1951 | 135.093     | +9.6  |
| 1961 | 144.585     | +7.0  |
| 1971 | 154.749     | +7.0  |
| 1981 | 158.170     | +2.2  |
| 1991 | 172.847     | +9.3  |
| 2001 | 181.131     | +4.8  |
| 2011 | 198.051     | +9.3  |

Nel 1796 il quacchero William Tuke fondò qui The Retreat, un ospedale per malati mentali situato appena fuori le mura la città, il quale fu il primo ad utilizzare un trattamento morale.
In gran parte grazie agli sforzi del "re delle ferrovie" George Hudson, York divenne uno dei principali centri ferroviari del XIX secolo in Inghilterra, stato che mantenne sino al XX secolo. La Colliergate drill hall venne completata nel 1872 mentre la Tower Street drill hall venne completata nel 1885.
Il 29 aprile 1942, York venne bombardata nel Baedeker Blitz dalla Luftwaffe tedesca; 92 persone rimasero uccise e un centinaio furono i feriti. Tra le costruzioni danneggiate nel corso dell'attacco vi furono la stazione ferroviaria, la fabbrica Rowntree's, la St Martin-le-Grand Church, il Bar Convent e la Guildhall che non venne restaurata sino al 1960.
Durante la Guerra Fredda il quartier generale del gruppo n. 20 dei Royal Observer Corps venne spostato nel nuovo York Cold War Bunker presso l'area di Holgate sempre a York. Esso venne aperto il 16 dicembre 1961, e rimase in uso sino al 1991, quando venne convertito in un museo oggi amministrato dall'English Heritage. In 1971 York was made an army Saluting Station, firing gun salutes five times a year such as the Queen's Birthday. The date marked 1900 years of army in York. L'Università di York venne quindi aperta nel 1963 sul sito di Heslington e del King's Manor. Nel 1975 venne aperto il National Railway Museum presso il centro cittadino.
Nell'ottobre e nel novembre del 2000 il fiume Ouse straripò inondando parte di York: più di 300 case subirono pesanti danni.

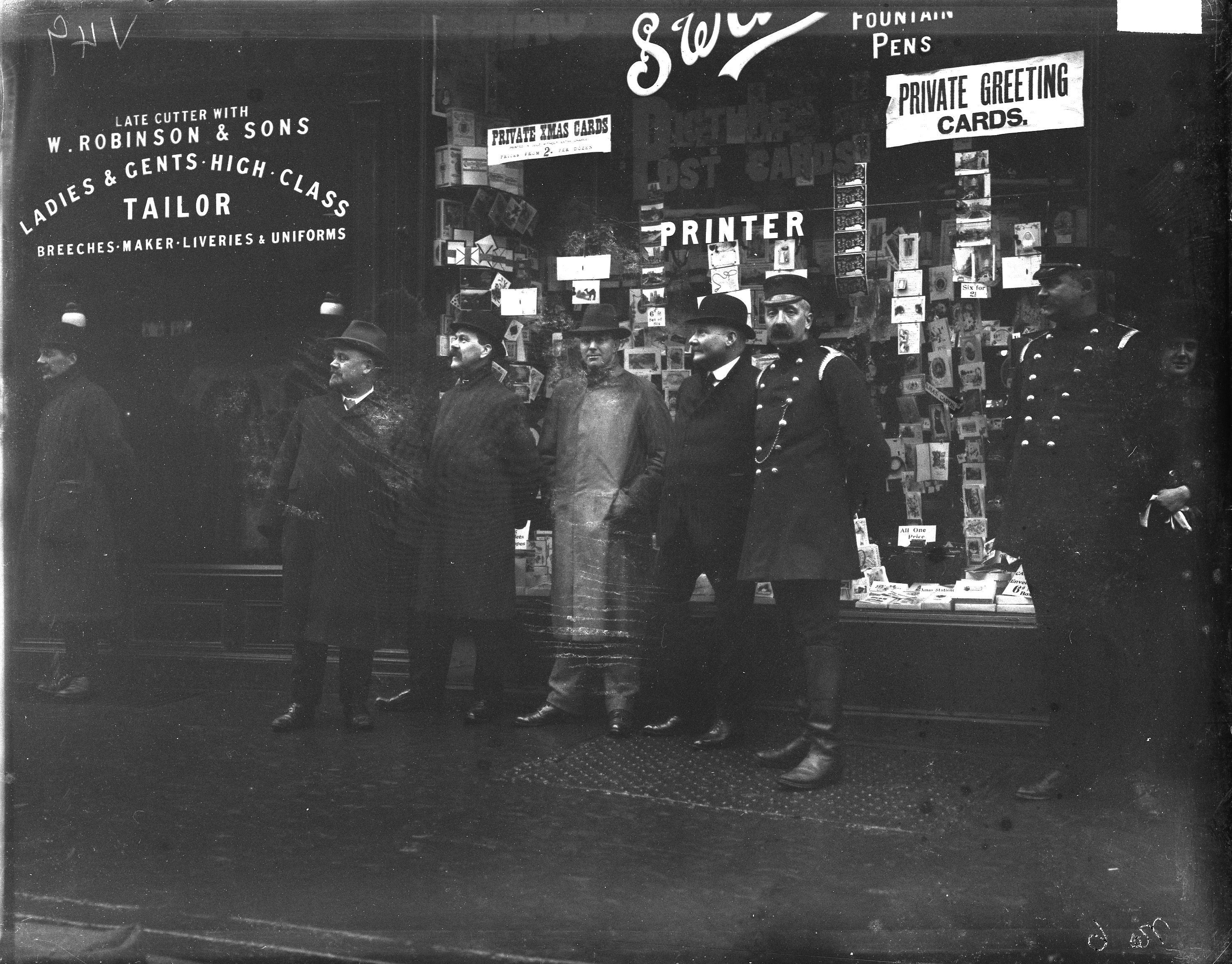
Persone fuori da un negozio a St. Helen's Square attorno al 1910
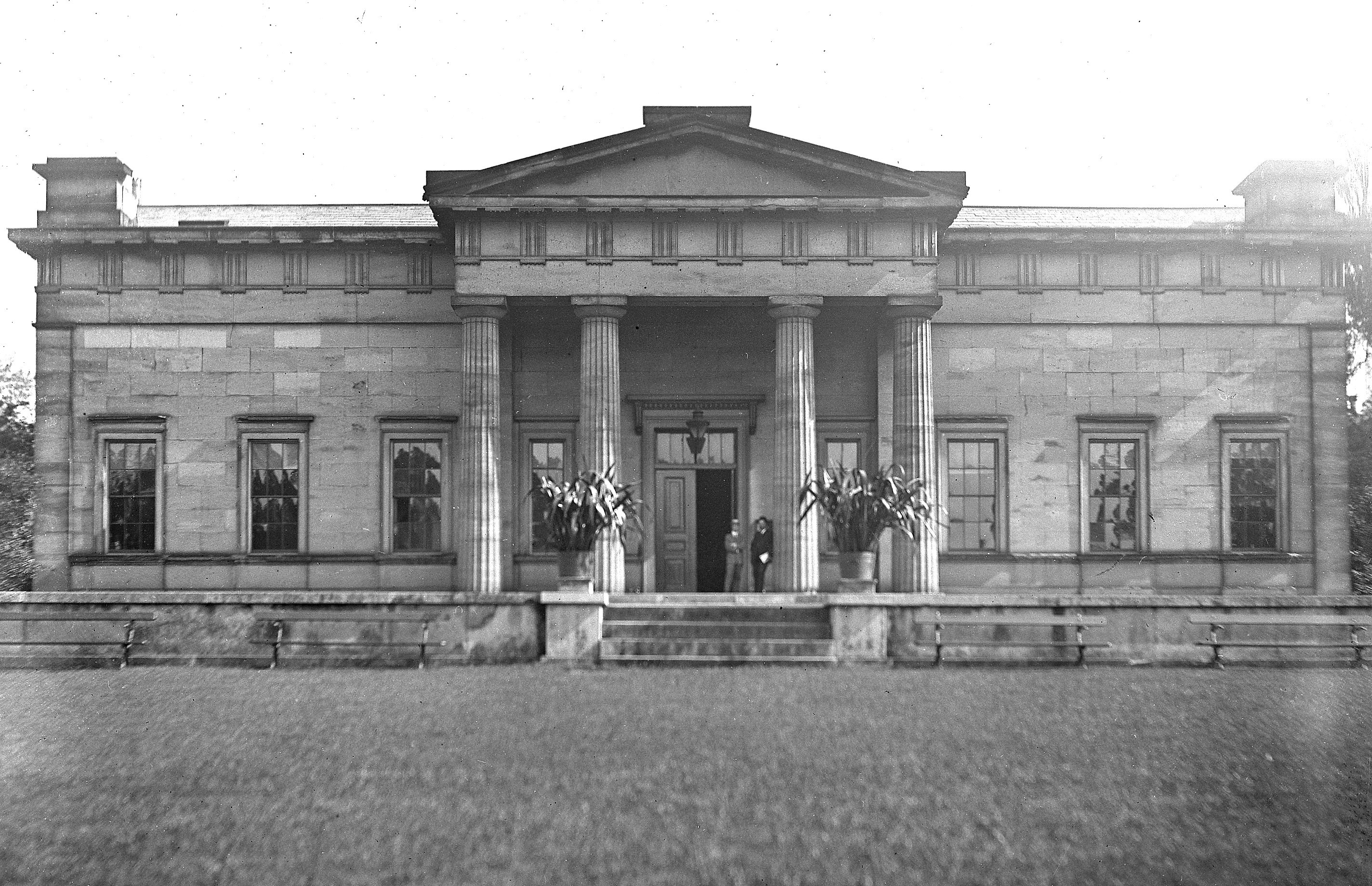
Lo Yorkshire Museum nel 1910 circa
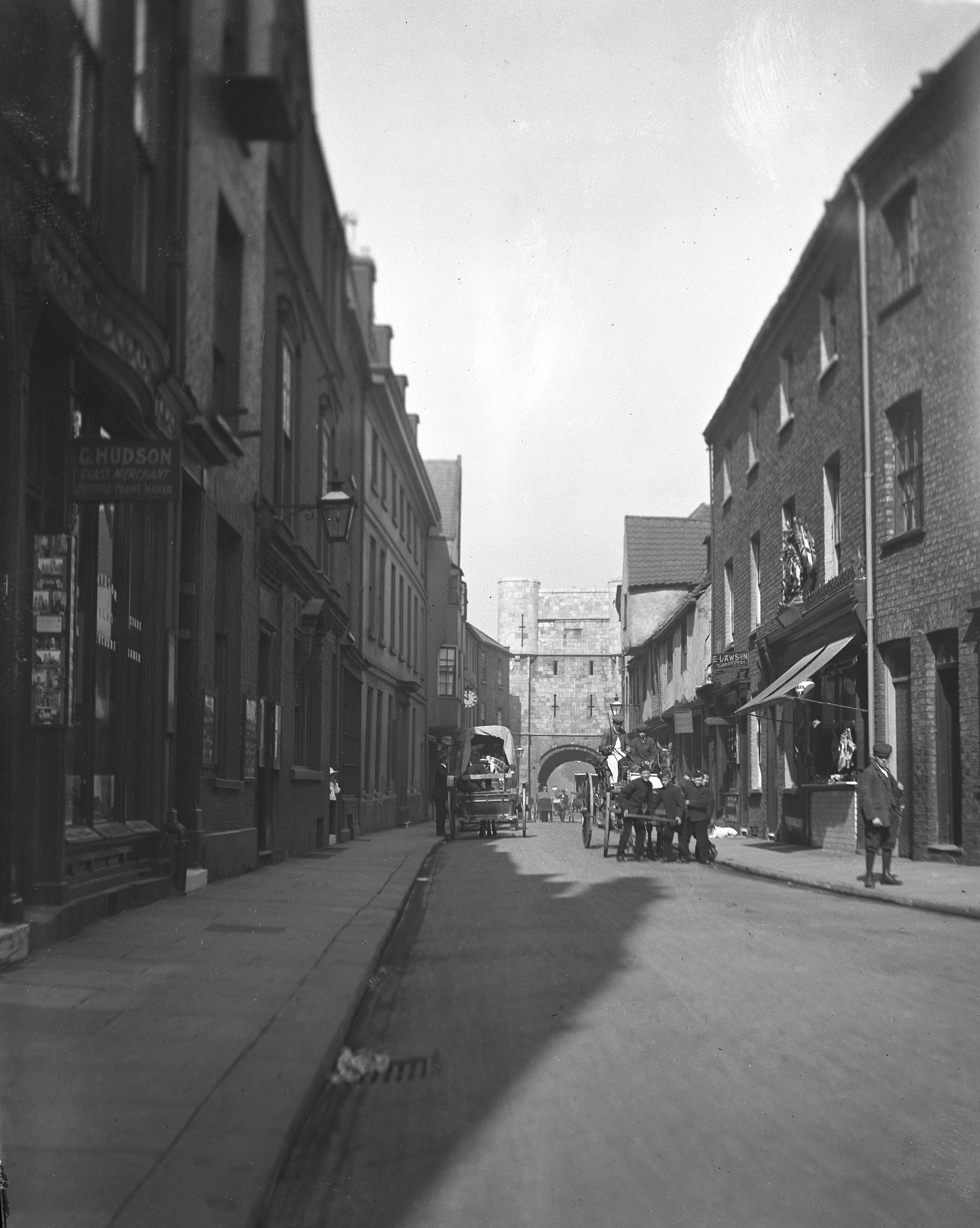
Il Low Petergate verso la Bootham Bar nel 1910 circa